# BMW R1100 GS
La BMW R1100GS è una motocicletta enduro stradale che è stata lanciata nel 1993 e fabbricata dal 1994 al 1999 da BMW Motorrad a Berlino, in Germania. 

## Il contesto
La moto ha un motore boxer da 1.085 cm³, visto per la prima volta sulla BMW R1100 RS lanciata nel 1992 ed è stato il primo membro della famiglia GS ad utilizzare un motore raffreddato ad aria e olio piuttosto che i precedenti raffreddati ad aria che erano stati utilizzati sui motocicli BMW sin dalla BMW R32 nel 1923.
Un modello di cilindrata inferiore, il 848 cm³, la BMW R850GS, è stato prodotto dal 1996 al 2001.
Nel 1999 la R1100GS è stata sostituita dalla BMW R1150 GS.